# Große Mexikanische Blütenfledermaus
Die Große Mexikanische Blütenfledermaus (Leptonycteris nivalis) ist eine Fledermaus aus der Familie der Blattnasen (Phyllostomidae), die in Zentralamerika beheimatet ist.
Der Gattungsname Leptonycteris leitet sich vom Griechischen „leptos“ (=schlank, feingliedrig) und „nycteris“ (=Fledermaus) ab. Der Artname nivalis ist Lateinisch und bedeutet so viel wie „schneeweiß“ und bezieht sich wahrscheinlich auf die silbernen Spitzen des Fells.

## Beschreibung
Die Große Mexikanische Blütenfledermaus ist mit einer Unterarmlänge von 56,5–59,5 mm und einer Gesamtlänge von durchschnittlich 83 mm die größte Vertreterin der Gattung Leptonycteris. Das Durchschnittsgewicht beträgt 24 g. Leptonycteris nivalis hat ein längeres, weniger rötlich erscheinendes Fell als Leptonycteris yerbabuenae. Die Haare sind an der Basis weiß, in der Mitte dunkelbraun und haben eine silberne Spitze. Die Schwanzflughaut ist im Gegensatz zu L. yerbabuenae ebenfalls leicht behaart. Wie die meisten Vertreter der Blattnasen besitzt auch Leptonycteris nivalis ein deutlich sichtbares Nasenblatt.

## Lebensweise
Die Große Mexikanische Blütenfledermaus ist wie die meisten Fledermäuse nachtaktiv und kommt in ariden und semiariden Regionen vor. Tagsüber hängt sie in großen Gruppen in Höhlen, Minen, hohlen Bäumen und verlassenen Gebäuden. Die größte je gezählte Gruppe bestand aus 10.650 Tieren, die dicht beieinander hängen. Die Hangplätze teilt Leptonycteris nivalis zuweilen mit anderen Arten wie Plecotus townsendii, Myotis thysandones und Myotis volans.
Leptonycteris nivalis gehört zu den migrierenden Fledermausarten. Weite Wanderungen sind einerseits zur Nahrungssuche nötig, andererseits weil die Art keinen Winterschlaf hält und daher im Herbst aus kälteren in wärmere Gebiete zieht.
Die Große Mexikanische Blütenfledermaus ernährt sich hauptsächlich von Pollen, Nektar und Früchten von verschiedenen Kakteen und Agaven. Diese Ernährungsweise macht sie zu einem wichtigen Samenverbreiter und Bestäuber vieler nachtblühender Pflanzen. Die Zunge ist optimal an die Ernährungsweise angepasst und kann bis über eine Kopflänge ausgefahren werden. Sie besitzt an den Seiten der Spitze kleine, haarartige Papillen und in der Mitte eine Rille. Dank der breiten Flügel ist Leptonycteris nivalis zudem ein geschickter, wendiger Flieger, der auch vor einer Blüte schweben kann, um den Nektar aufzunehmen.

## Verbreitung
Die Große Mexikanische Blütenfledermaus kommt von Texas bis Mexiko vor. Die IUCN schätzt Leptonycteris nivalis als gefährdet (Vulnerable) ein, da die Populationsgröße in den letzten 10 Jahren über 50 % abgenommen hat. Grund dafür ist hauptsächlich die Zerstörung des Lebensraumes.